# Ain't No Other Man
"Ain't No Other Man" (tạm dịch: "Chẳng còn người đàn ông nào khác") là một bài hát của nữ ca sĩ người Mỹ Christina Aguilera. Ca khúc được phát hành dưới dạng đĩa đơn đầu tiên trích từ album phòng thu thứ 5 Back to Basics (2006) của cô vào ngày 3 tháng 6 năm 2006. Được viết bởi chính Christina cùng Charles Roane, DJ Premier, Harold Beatty và Kara DioGuardi và được sản xuất vởi DJ Premier cùng Charles Roane, "Ain't No Other Man" đánh dấu sự đổi mới của Christina trong phong cách âm nhạc khi lội ngược dòng thời gian để trở về thập niên 1930-1940; là một bản nhạc pop cùng các thể loại funk, R&B và soul mang đậm ảnh hưởng của jazz cổ điển.
Về mặt ca từ, lời bài hát của "Ain't No Other Man" nói về một tình yêu đích thực mà ở đây ám chỉ mối quan hệ giữa Aguilera cùng người chồng cũ Jordan Bratman, kết hôn với Christina năm 2005 và ly dị vào năm 2010. Ca khúc đạt được sự đánh giá tích cực từ phía phê bình khi bài hát cho thấy ảnh hưởng của nhạc jazz qua tiếng kèn cor. Họ ca ngợi giọng hát của Christina, một số trong họ so sánh cô với Mariah Carey. Cuối năm 2006, bài hát được tạp chí Rolling Stone xếp ở vị trí thứ 18 trong danh sách "100 ca khúc hay nhất năm" và vào năm sau đó, "Ain't No Other Man" giành được thêm một giải Grammy trong sự nghiệp ở hạng mục Trình diễn giọng pop nữ xuất sắc nhất.
"Ain't No Other Man" là một thành công thương mại, đạt vị trí á quân tại Liên hiệp Anh trên UK Singles Chart và lọt vào tốp mười bảng xếp hạng của rất nhiều quốc gia bao gồm Úc, Canada, Đức và Mỹ. Bài hát đã tiêu thụ tổng cộng 1,7 triệu bản tính riêng tại Mỹ và hơn 4 triệu bản toàn thế giới. Một video cho ca khúc được đạo diễn bởi Bryan Barber, cho thấy sự ảnh hưởng của các ngôi sao "Thời Hoàng kim của Hollywood" lên hình ảnh mới của Christina Aguilera. Cô đã biểu diễn lại ca khúc trên nhiều chương trình và giải thưởng, trong đó có trên Giải Điện ảnh của MTV năm 2006 và tại chuyến lưu diễn Back to Basics Tour năm 2007. Ca khúc đã được cover lại bởi một vài nghệ sĩ.

## Thực hiện
Sau album Stripped năm 2002, Aguilera quyết định xây dựng hình ảnh mới cho mình trong album tiếp theo, Back to Basics. Cô quyết định sẽ lấy nghệ danh mới của mình là "Baby Jane" mà Nelly đã gọi cô như thế. Theo Christina thì album sẽ có sự xuất hiện của nhà sản xuất mới, DJ Premier trong đĩa một của Back to Basics, còn nhà sản xuất lâu năm Linda Perry sẽ xuất hiện trong đĩa thứ hai của album. Aguilera đã thuật lại rằng sau khi nghe những nhạc phẩm mang ảnh hưởng của nhạc jazz do Premier thực hiện với Gang Starr, cô đã rất ấn tượng về điều đó. Christina cũng đã rất muốn một bản thu âm mang ảnh hưởng của nhạc jazz, và Premier đã giúp cô. Theo DJ Premier, chủ đề chính mà anh muốn sáng tác chính là hôn nhân giữa Christina và chồng Jordan Bratman vào năm 2005 (nhưng sau đó đã ly dị vào năm 2010). Premier đã thuật lại: "Thật tuyệt khi chồng của cô ấy [Christina] đã đánh cắp trái tim của cô hơn bất kì ai khác [...] Và bản thu âm này rất ngổ ngáo, như một Aretha [Franklin] già vậy [...]."
Christina Aguilera cũng đã bình luận về "Ain't No Other Man": "Tôi muốn thực hiện bài hát thật nhẹ và dễ dàng để mọi người có thể cùng hát và nhảy theo, vì vậy toàn bộ bài hát đều có yếu tố vui nhộn của soul, blues và jazz [...] Về mặt ca từ, chỉ đơn giản là tôi vừa mới kết hôn, vì vậy thông thường bài hát là về một ai đó, nhưng thực chất ý nghĩa bài hát là cảm thấy vui vẻ và không có gì đáng lo ngại."
"Ain't No Other Man" được phát hành dưới dạng đĩa đơn đầu tiên trích từ Back to Basics. Bài hát được chính thức phát hành lần đầu tiên tại Mỹ vào ngày 6 tháng 6 năm 2006 dưới dạng phát trên đài rhythmic. Sau đó, bài hát được phát hành dưới dạng tải kỹ thuật số trên mạng vào ngày 9 tháng 6 năm 2006 trên toàn thế giới. "Ain't No Other Man" tiếp tục được phát hành tại các lãnh thổ trên châu Âu gồm Liên hiệp Anh và Đức vào tháng 6 năm 2006 dưới dạng đĩa đơn CD. Bài hát cũng được phát hành dưới các dạng khác nhau, trong đó có ở dạng đĩa vinyl 12" và EP phối kỹ thuật số.
Ca khúc được cho là có lấy đoạn nhạc mẫu từ ca khúc "Happy Skippy Moon Strut" năm 1968 của David Cortez & The Moon People, song việc này đã dẫn đến một vụ tố tụng cho rằng Sony Music chưa trả đủ để mua bản quyền. Tuy nhiên, vụ tố tụng này lại xảy ra năm 2011, tức là hơn 5 năm sau khi "Ain't No Other Man" được phát hành. TufAmerica cho rằng bản quyền của "Happy Skippy Moon Strut" đã được họ hoàn toàn nắm giữ vào năm 2004. Christina Aguilera, may thay, không bị dính líu vào vụ án.

## Sáng tác
- Trục trặc khi nghe? Xem hướng dẫn.

"Ain't No Other Man" là một bài hát được sáng tác bởi chính Christina Aguilera cùng DJ Premier, Charles Roane, Harold Beatty và Kara DioGuardi. Ca khúc có chứa đoạn nhạc mẫu từ "Happy Skippy Moon Strut" của Dave Cortez & The Moon People và "The Cissy's Thang" của Soul Seven. Bài hát mang thể loại pop, funk, R&B và soul và mang ảnh hưởng của thể loại nhạc jazz từ những năm 1930-1940. Về phần nhạc lý, ca khúc được viết trên hợp âm F thứ và có nhịp độ nhanh, là 132 nhịp trên phút. Giọng hát của Christina trải dài gần hai quãng tám, từ nốt thấp A♭3 tới nốt cao C5. Trong phần nhạc dạo đầu, sự sắp xếp hòa âm của tiếng kèn cor là A–B7–F–G7–C13–F7 thứ, ở phần lời một và hai là F thứ–B♭–F thứ–B♭-F thứ–B♭–F thứ–D♭7–C7–B♭–F thứ và ở phần điệp khúc là một vòng lặp giữa hai hợp âm F thứ–B♭. Các nhạc cụ trong "Ain't No Other Man" cũng rất phong phú, như kèn cor, trống và kèn saxophone.
Về mặt ca từ, bài hát nói về việc chỉ có một người đàn ông làm cho Christina say mê, đó chính là người chồng lúc đó của Christina, Jordan Bratman. Cô ca sĩ đã khẳng định "Ain't No Other Man" "không phải là một bản tình ca. [...] Chỉ đơn giản là vui nhộn, một bản upbeat, một chút điệu xoay, một chú ngổ ngáo." Với những câu hát như "Có điều gì đó ở anh bắt mắt em", "Ai cũng biết anh là của riêng em và không ai khác có thể sở hữu"; Christina đã khẳng định rằng Jordan Bratman là của riêng cô ấy.

## Đánh giá chuyên môn

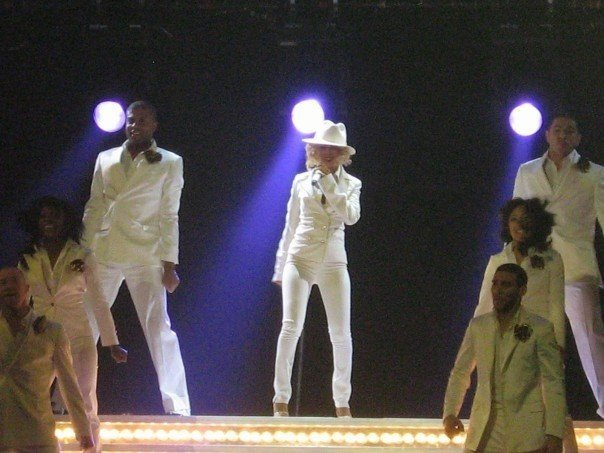
Christina Aguilera (giữa) cùng các vũ công biểu diễn "Ain't No Other Man" trong chuyến lưu diễn Back to Basics Tour năm 2007 tại Toronto, Canada.

"Ain't No Other Man" chủ yếu nhận được các đánh giá tích cực từ phía phê bình âm nhạc. Họ ca ngợi cú lội ngược dòng trở lại thập niên 1930-1940, các nhạc cụ trong bài hát và giọng ca của Christina. Dan Gennoe của Yahoo! Music (Anh) nhận xét "Ain't No Other Man" là một "bản nhạc funk sôi động, một trong những ca khúc nhạc soul lội dòng thời gian ngọt ngào." Jenny Eliscu từ tạp chí Rolling Stone nói rằng ca khúc là "một bản nhạc làm mưa làm gió trong đĩa một — bộ quần áo cổ điển ngổ ngáo của bài hát, như thể là những gì tuyệt nhất từ đĩa một." Bill Lamp từ trang mạng About.com đánh giá bài hát với số điểm là 4,5 trên 5 sao và nhận xét bài hát một cách tích cực, "Ngay từ những nốt nhạc kèn đầu tiên và sự phô trương giọng hát, ta biết ngay được là ta đang ở trong một chuyến đi nóng bỏng, sôi nổi. [...] Có vẻ như Christina Aguilera sẽ là một Mariah Carey trong năm nay." Jody Rosen từ tạp chí Entertainment Weekly đánh giá "Ain't No Other Man" một cách tích cực và gọi ca khúc là "bài hát phấn khởi." Dorian Lyskey từ The Guardian thì nhận xét, "Ain't No Other Man đã sẵn sàng trở thành một nhịp điệu của mùa hè, một bản tình ca ngổ ngáo, nổi bật với sự gợi tình mạnh như ca khúc "Crazy in Love" của Beyoncé." Kelefa Sanneh từ The New York Times nhận xét bài hát "[...] là ca khúc vẻ vang từ album, một hit nổi tiếng rất nhanh, lại một lần nữa chứng tỏ không ai có thể hét như Quý cô Aguilera."
Mike Joseph từ trang mạng PopMatters đánh giá tích cực về "Ain't No Other Man", "Sự chuyển đổi sang nhạc jazz cổ điển và những nhịp đập mạnh thật hoàn hảo để Christina đứng trên vị trí đầu [...]." Amanda Murray từ Spunik Music cũng nhận xét bài hát theo chiều hướng tích cực, nói rằng "Nếu nói về ca khúc nổi bật trong đĩa một, thì chắc chắn đó chính là 'Ain't No Other Man', là một ca khúc nhanh và có sự ảnh hưởng của tiếng kèn được chọn làm đĩa đơn đầu tiên từ album, và là sự pha trộn thành công nhất của cả hai đĩa." Thomas Inskeep từ Stylus Magazine nhận xét: "Ca khúc gợi lại về Moulin Rouge-tự đặt chính nó vào thời quá khứ gần đây [...] nhưng đồng thời cũng rất đương đại. Bài hát thật ngổ ngáo và gợi tình, và xứng đáng là một trong những đĩa đơn pop hay nhất của năm." John Murphy từ MusicOMH của Anh nói bài hát "làm cho bạn phải ngồi xuống và chú ý lắng nghe" và so sánh giọng hát của Christina với Mariah Carey.
Cuối năm 2006, tạp chí Rolling Stone xếp "Ain't No Other Man" ở vị trí thứ 18 trong danh sách "100 bài hát tuyệt nhất năm 2006". Trang mạng About.com thì xếp bài hát ở vị trí 19 trong danh sách "100 bài hát pop hàng đầu năm 2006". Bài hát đã mang về cho Christina Aguilera nhiều giải thưởng, trong đó có giải thưởng danh giá Grammy ở hạng mục Trình diễn giọng pop nữ xuất sắc nhất năm 2007.

## Diễn biến thương mại

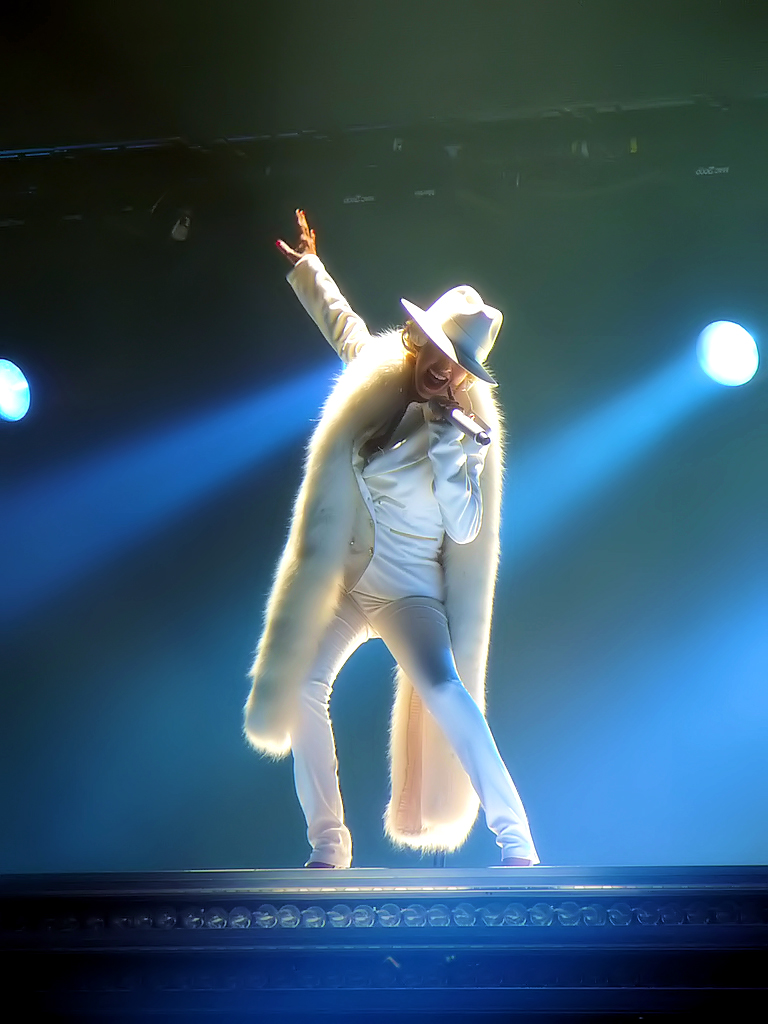
Christina Aguilera biểu diễn ca khúc "Ain't No Other Man" trong chuyến lưu diễn Back to Basics Tour năm 2007, với bộ quần áo trắng cổ điển cùng khăn choàng lông thú giả.

"Ain't No Other Man" đã đạt được thành công thương mại. Tại Mỹ, trên bảng xếp hạng Billboard Hot 100, bài hát ra mắt tại vị trí thứ 19. Điều này khiến "Ain't No Other Man" trở thành bài hát có vị trí ra mắt cao nhất trên Billboard Hot 100 của cô tuy nhiên sau đó "Keeps Gettin' Better" (2009) trở thành bài hát ra mắt cao nhất của Aguilera trên Hot 100, ở vị trí thứ 7. Bài hát đạt vị trí cao nhất trên bảng xếp hạng này là tại vị trí thứ 6, khiến đây là đĩa đơn đầu tiên lọt vào tốp 10 bảng xếp hạng này sau "Beautiful" (2002) đạt vị trí á quân. Ca khúc cũng đạt được thành công trên thị trường nhạc mainstream tại Mỹ, đạt vị trí cao nhất là thứ 8 trên bảng xếp hạng Billboard Pop Songs. Trên bảng xếp hạng Billboard Adult Pop Songs, ca khúc đạt vị trí cao nhất là thứ 19. Ngoài ra, "Ain't No Other Man" đặc biệt thành công trên thị trường nhạc dance tại Mỹ, đạt vị trí quán quân trên bảng xếp hạng Hot Dance Club Songs do tạp chí Billboard ấn hành. Hiệp hội Công nghiệp ghi âm Hoa Kỳ (Recording Industry Association of America) đã cấp chứng nhận đĩa bạch kim cho đĩa đơn nhờ tiêu thụ được hơn một triệu bản sao ở dạng kỹ thuật số, và chứng nhận đĩa vàng do tiêu thụ hơn 500.000 bản ở dạng nhạc chuông. Tới tháng 9 năm 2012, "Ain't No Other Man" đã tiêu thụ hơn 1,7 triệu bản tại Mỹ theo thống kê của Nielsen SoundScan, trở thành đĩa đơn kỹ thuật số bán chạy nhất của Christina tại đây.
Tại Canada, bài hát đã đạt thành công thương mại, đạt vị trí số 4 trên Canadian Hot 100 và được Music Canada cấp chứng nhận đĩa bạch kim cho doanh số 80.000 bản tải kỹ thuật số và đĩa vàng cho 20.000 bản tải nhạc chuông. Tại Liên hiệp Anh, "Ain't No Other Man" ra mắt tại vị trí thứ 18 trên UK Singles Chart vào tuần thứ 30 của năm 2006 và ngay tuần sau đó, ca khúc đạt vị trí cao nhất là á quân trên bảng xếp hạng này, chỉ đứng sau "Hips Don't Lie" của Shakira hát với Wyclef Jean. Hai tuần tiếp theo, ca khúc rơi xuống vị trí thứ ba và tới tuần thứ tư có mặt trên bảng xếp hạng thì rơi xuống vị trí thứ 7. Vào tuần thứ nhất của năm 2007, ca khúc trở lại bảng xếp hạng ở vị trí thứ 70 song chỉ trụ lại được một tuần, với tổng cộng là 16 tuần có mặt trên bảng xếp hạng. Cuối năm 2006, "Ain't No Other Man" là đĩa đơn bán chạy thứ 33 của năm. Tại các quốc gia châu Âu khác, bài hát cũng đạt được thành công thương mại khi lọt vào tốp năm của các quốc gia Đan Mạch, Phần Lan, Đức, Hungary, Ireland, Ý, Na Uy, Slovakia và Thụy Sĩ. Trên toàn châu Âu, "Ain't No Other Man" đạt vị trí thứ ba trên bảng xếp hạng European Hot 100 Singles. Tại Đan Mạch, ca khúc đạt được chứng nhận đĩa vàng bởi Liên đoàn Công nghiệp ghi âm quốc tế (International Federation of the Phonographic Industry) tại đây với doanh số là 7.500 bản.
Tại châu Đại Dương, "Ain't No Other Man" đều lọt vào tốp 10 của Úc và New Zealand, đạt vị trí thứ 6 trên bảng xếp hạng ARIA Charts và vị trí thứ 5 trên RIANZ Charts. Ngoài ra, ca khúc cũng đạt chứng nhận đĩa vàng bởi Hiệp hội Công nghiệp ghi âm Úc (Australian Recording Industry Association). Tới nay, "Ain't No Other Man" đã tiêu thụ được tổng cộng hơn 4,2 triệu bản toàn thế giới, theo hãng đĩa RCA Records vào năm 2011.

## Video âm nhạc

### Thực hiện
Video âm nhạc cho "Ain't No Other Man" được đạo diễn bởi Bryan Barber và vũ đạo được thực hiện bởi Jeri Slaughter. Trong khi thực hiện video, Christina đã tự thực hiện một phần để "chia sẻ tầm nhìn cùng đạo diễn." Aguilera khẳng định cô chọn Bryan vì anh ấy thường xuyên tự đặt mình vào thời điểm thập niên 1920-30 và sau khi xem đoạn quảng bá cho dự án phim của Barber, Idlewild. Trong video, Aguilera thể hiện nghệ danh "Baby Jane" của mình mà rapper Nelly đã gọi cô như thế. Ngoại hình của cô trong video "Ain't No Other Man" cho thấy sự ảnh hưởng của những ngôi sao "Thời kỳ Hoàng kim của Hollywood" như Marilyn Monroe lên ngoại hình của Christina. Video được công chiếu lần đầu trên Total Request Live của MTV ngày 21 tháng 6 năm 2006.

### Tổng quan

Christina Aguilera trút bỏ áo khoác trong video

Video mở đầu với một chiếc xe hơi mang biển số "Baby Jane" dừng lại trước một quán bar trong một khu phố tối tăm ở California. Trước cửa quán bar, một người đàn ông ngồi ở đó với điếu xì gà nghi ngút khói. Các cảnh quay ở lúc này xen kẽ với giai điệu của ca khúc "I Got Trouble" do chính cô thể hiện. Sau đó, Aguilera bước ra với đôi giày cao gót và bộ quần áo cổ điển cùng chiếc nón chụp đầu. Sau khi cửa xe hơi đóng lại, tiếng kèn cor bắt đầu vang lên trong câu lạc bộ và khi Aguilera đến nơi, cô vừa phiêu một đoạn dài vừa trút bỏ áo khoác. Sau đó, Christina bắt đầu nhảy múa khi hát phần lời một trong quán bar cùng sự trợ giúp của các vũ công nam lẫn nữ khiến cả quán bar đều nhún nhảy theo. Đến phần điệp khúc, Aguilera ở trong phòng riêng để trang điểm lại với sự trợ giúp của các bạn. Lúc này, cô mặc một chiếc áo bó sát ngắn cùng áo khoác lông thú giả. Ở phần lời hai, Aguilera đã thay đồ xong nhưng cô vẫn ở trong phòng và nghe nhạc bằng một chiếc máy quay đĩa hát cũ kĩ với bộ tai nghe sang trọng. Khi hát phần đầu điệp khúc, Aguilera ra ngoài trước các ống kính máy quay của báo giới và cô tiếp tục hát, với các cảnh cô mặc váy nạm bạc cùng lông thú và váy ngắn nạm vàng đan xen lẫn nhau. Tiếp sau đó, Aguilera xuất hiện với áo bó trắng cùng quần đen tiếp tục nhảy múa theo đoạn điệp khúc. Tới phần nối (bridge), Aguilera tiếp tục ra ngoài quán bar và đi tìm người đàn ông của cô. Sau khi tìm được anh ấy, cô đẩy anh ta xuống ghế ngồi, nhảy phóc lên bàn chơi bi-da và tiếp tục phiêu một quãng cao và dài khiến đèn chùm trên đầu cô bị cháy. Khi phần điệp khúc tiếp tục vang cho đến hết, cô lại xuất hiện với bộ váy nạm bạc hở lưng khiến cả quán bar bừng tỉnh, nhảy nhót tưng bừng. Khi bài hát kết thúc, cả câu lạc bộ trở nên lắng đọng lại, và Aguilera biểu diễn ca khúc nhẹ nhàng "I Got Trouble" một lần nữa như ở phần đầu, nằm dài trên piano, với phần đệm của tiếng piano du dương như ru ngủ cả quán bar.

### Tiếp nhận
Sau khi được công chiếu trên Total Request Live (TRL) của MTV ngày 21 tháng 6 năm 2006, video ra mắt ở vị trí thứ 6 trên bảng xếp hạng này. Sau đó, video đạt vị trí á quân trong 5 ngày không liên tiếp với tổng số ngày trên bảng xếp hạng là 22 ngày. Trên kênh MuchMusic của Canada, video ra mắt tại vị trí thứ 27 trên bảng xếp hạng các video của kênh này. Video sau đó lên hạng khác chậm, đến ngày 8 tháng 11 năm 2006, video "Ain't No Other Man" đã đạt đến vị trí á quân bảng xếp hạng này. Vào tuần sau đó, ngày 18 tháng 8 năm 2006, video đã leo lên vị trí quán quân và đứng vững trong hai tuần liên tiếp. Tại Giải Video âm nhạc của MTV năm 2006, video âm nhạc "Ain't No Other Man" nhận được bốn đề cử ở các hạng mục: Video của năm, Video nữ xuất sắc nhất, Video pop xuất sắc nhất và Vũ đạo xuất sắc nhất.

## Biểu diễn trực tiếp và các bản cover

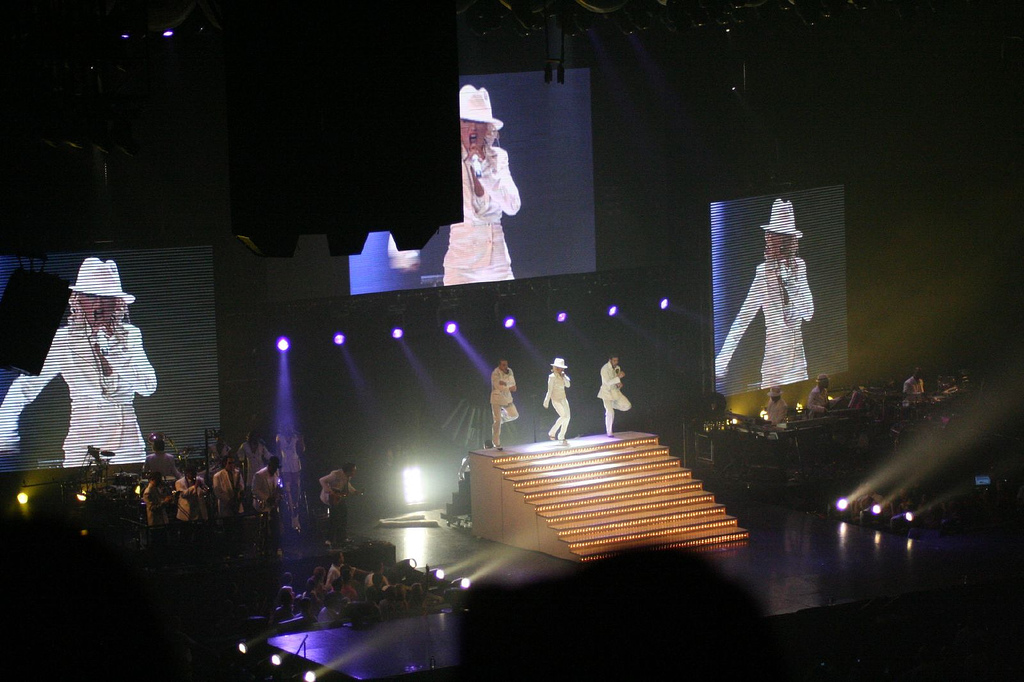
Christina Aguilera biểu diễn "Ain't No Other Man" trong chuyến lưu diễn Back to Basics Tour năm 2007.

Christina Aguilera đã biểu diễn trực tiếp "Ain't No Other Man" ở nhiều lễ trao giải và các buổi hòa nhạc. Vào ngày 8 tháng 6 năm 2006, Christina đã biểu diễn lại ca khúc ở MTV Movie Awards. Ngày 17 tháng 7, cô biểu diễn ca khúc ở Olympia in Paris tại Paris, Pháp. Ngày 20 tháng 7 năm 2006, Christina biểu diễn "Ain't No Other Man" ở câu lạc bộ jazz Koko ở Luân Đôn, Anh cùng với các ca khúc như "Candyman", "Oh Mother", "Lady Marmalade" và "Beautiful". Ngày 16 tháng 8 năm 2006, Christina biểu diễn lại ca khúc trên chương trình Late Show with David Letterman của đài CBS. Ngày 18 tháng 8, Christina đã biểu diễn lại bài hát cùng "Candyman" và "Beautiful" trên chương trình Good Morning America của đài ABC cùng với hai bài hát khác là "Candyman" và "Beautiful". Tại giải Muz-TV của Nga vào ngày 1 tháng 6 năm 2007, cô hát lại "Ain't No Other Man" cùng với "Hurt", "Candyman" và "Fighter". Trong suốt chuyến lưu diễn Back to Basics Tour năm 2007, Christina cũng đã biểu diễn lại ca khúc.
"Ain't No Other Man" đã được cover bởi một vài nghệ sĩ. Quán quân American Idol năm 2006 Jordin Sparks đã cover lại ca khúc trong chuyến lưu diễn năm 2008 của cô. Bài hát cũng được cover lại trong chuyến lưu diễn American Idols LIVE! Tour 2007 và được thực hiện bởi bốn thí sinh Melinda Doolittle, LaKisha Jones, Haley Scarnato và Gina Glocksen. Nhóm nhạc Hàn Quốc Sistar cũng đã cover lại "Ain't No Other Man" với những bộ quần áo cổ điển y chang như Christina đã làm. Thí sinh The X Factor của Anh là Amelia Lily đã cover lại "Ain't No Other Man" trong vòng chung kết lần một, nhưng đã bị thua. Trong tập thử giọng của The X Factor (Mỹ) mùa thứ nhất năm 2012, thí sinh CeCe Frey đã cover lại bài hát này. Trong tập thử giọng mùa thứ ba của The Voice Mỹ, thí sinh Devyn Deloera đã cover lại "Ain't No Other Man" khiến cô lọt vào vòng sau. Ngày 7 tháng 4 năm 2013, tại vòng chung kết thứ nhất của cuộc thi Vietnam's Got Talent, thí sinh Hoàng Khánh Linh đã cover lại bài hát này.

## Danh sách ca khúc và định dạng
| Đĩa CD tại Mỹ 1. "Ain't No Other Man" (bản trên đài radio) - 3:47 2. "Ain't No Other Man" (bản nhạc cụ) - 3:47 3. "Ain't No Other Man" (đoạn hook) - 0:10 Đĩa CD tại Úc, Liên hiệp Anh và châu Âu 1. "Ain't No Other Man" (bản album) - 3:47 2. "Ain't No Other Man" (bản nhạc cụ) - 3:47 Đĩa đôi vinyl tại Mỹ và châu Âu 1. "Ain't No Other Man" (bản chính) - 3:47 2. "Ain't No Other Man" (bản nhạc cụ) - 3:47 3. "Ain't No Other Man" (bản chính) - 3:47 4. "Ain't No Other Man" (bản acapella) - 3:47 | Đĩa EP vinyl phối khí kỹ thuật số tại Mỹ 1. "Ain't No Other Man" (Junior Vasquez Club) - 6:45 2. "Ain't No Other Man" (bản chỉnh sửa Original Mixshow/Ultimix) - 4:51 3. "Ain't No Other Man" (bản phối của Shape: UK Classica) - 8:46 4. "Ain't No Other Man" (bản phối của Ospina & Sullivan Club) - 7:10 5. "Ain't No Other Man" (bản nhạc cụ Junior Vasquez Club) - 6:44 6. "Ain't No Other Man" (bản của Shape: UK Nocturnal) - 9:16 |

Nguồn:

## Xếp hạng và chứng nhận doanh số
| Bảng xếp hạng (2006-07)             | Vị trí cao nhất |
| ----------------------------------- | --------------- |
| Úc (Australian Singles Chart)       | 6               |
| Áo (Austrian Singles Chart)         | 5               |
| Bỉ (Belgian Flanders Singles Chart) | 10              |
| Canada (Canadian Hot 100)           | 4               |
| Cộng hòa Séc (Czech Singles Chart)  | 14              |
| Đan Mạch (Denmark Singles Chart)    | 5               |
| châu Âu (European Hot 100 Singles)  | 3               |
| Phần Lan (Suomen virallinen lista)  | 5               |
| Pháp (French Singles Chart)         | 26              |
| Đức (German Singles Chart)          | 5               |
| Hungary (Rádios Top 40)             | 3               |
| Hungary (Singles Top 40)            | 3               |
| Ireland (Irish Singles Chart)       | 3               |
| Ý (Italian Singles Chart)           | 5               |
| Hà Lan (Dutch Singles Chart)        | 11              |
| New Zealand (New Zealand Chart)     | 5               |
| Na Uy (Norwegian Singles Chart)     | 2               |
| Slovakia (Slovak Singles Chart)     | 4               |
| Thụy Điển (Sverigetopplistan)       | 15              |
| Thụy Sĩ (Swiss Singles Chart)       | 5               |
| Venezuela (Pop Rock Record Report)  | 5               |
| Liên hiệp Anh (UK Singles Chart)    | 2               |
| Mỹ (Billboard Hot 100)              | 6               |
| Mỹ (Billboard Pop Songs)            | 8               |
| Mỹ (Billboard Adult Top 40)         | 19              |
| Mỹ (Billboard Hot Dance Club Play)  | 1               |

| Bảng xếp hạng (2006)     | Vị trí |
| ------------------------ | ------ |
| Australian Singles Chart | 34     |
| Austrian Singles Chart   | 53     |
| German Singles Chart     | 53     |
| Dutch Singles Chart      | 66     |
| Swiss Singles Chart      | 26     |
| UK Singles Chart         | 33     |
| Billboard Hot 100        | 32     |

| Bảng xếp hạng (2000–09)       | Vị trí |
| ----------------------------- | ------ |
| Billboard Hot Dance Club Play | 46     |

| Lãnh thổ | Chứng nhận (theo doanh số) | Tiêu thụ  |
| -------- | -------------------------- | --------- |
| Úc       | Vàng                       | 35.000    |
| Canada   | Bạch kim (tải kỹ thuật số) | 80.000    |
| Canada   | Vàng (nhạc chuông)         | 20.000    |
| Đan Mạch | Vàng                       | 7.500     |
| Mỹ       | Bạch kim (tải kỹ thuật số) | 1.700.000 |
| Mỹ       | Vàng (nhạc chuông)         | 1.700.000 |
| Thế giới | —                          | 4.262.000 |